# Tourotel Mariahilf

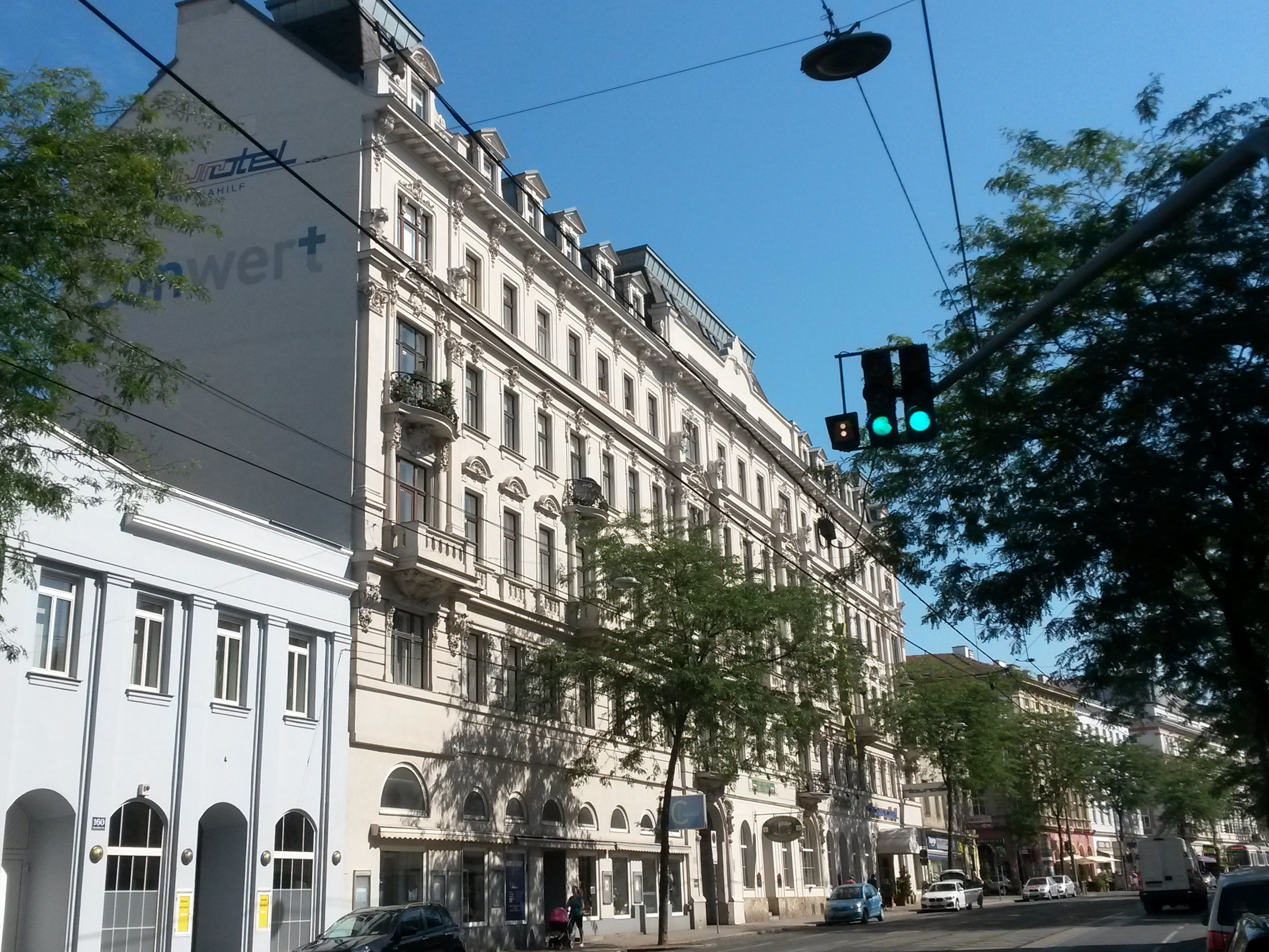
Tourotel Mariahilf Wien (2016)

Das Hotel Brauhof Wien (vormals Hotel Holzwarth, dann Hotel Stieglbräu, dann Tourotel Mariahilf) an der Mariahilfer Straße ist das mittlerweile älteste Hotel des 15. Wiener Gemeindebezirkes Rudolfsheim-Fünfhaus.

## Geschichte
Mitte des 19. Jahrhunderts machte sich Josef Holzwarth (1814–1892), der zuvor die Bierhalle des Fünfhauser Brauhauses des Johann Franz Dengler (1781–1862) geführt hatte, selbständig und errichtete in Fünfhaus auf einem Restbestand des, im 18. Jahrhundert auch Karmeliterhof genannten, ehemaligen Nentwichhofs den Gasthof „Zum Karmeliterhof“, aus dem in der zweiten Hälfte des 19. Jahrhunderts das Hotel Holzwarth wurde.
Unter seinem Neffen und Nachfolger Hermann Holzwarth (1851–1916) wurde das Gebäude um 1894/1895 um- und ausgebaut. Auf dem damaligen Vorplatz an der Mariahilfer Straße wurde dem bisherigen Bauwerk ein monumentaler Straßentrakt vorgesetzt, dessen vielachsige Fassade durch Riesenhalbsäulen, Riesenpilaster, Balkons und Dachaufbauten rhythmisch gegliedert und barockisierend dekoriert wurde. Durch den Um- und Ausbau entstand damals eine, obwohl in den nächsten 100 Jahren einige Male renoviert, bis heute erhaltene große Wohnanlage mit Hotel und Geschäftslokalen.
Im ersten Drittel des 20. Jahrhunderts war das Hotel zunächst an Alois Reinwein (1859–1938), dann an den Kaffeeschänker Anton Zohner (1862–1934) und zuletzt an Vinzenz (1866–1932) und Julie Küster (gest. um 1939) verpachtet.
Von ca. 1937 bis 1957 wurden das Hotel Holzwarth und in der Folge auch die Liegenschaft von der Stiegl Brauerei nach und nach Hermann Holzwarths Erben abgekauft. Um 1957 wurde der Name Holzwarth endgültig aufgegeben. Im April 1994 verkaufte die Stiegl Brauerei das nunmehrige Hotel Stieglbräu an die Wienerwald Restaurant GmbH, zu der damals auch die Tourotel-Hotelkette gehörte. 2001 wurde das Hotel von der Tourotel Hotelbetriebs GmbH übernommen, wobei das in das Hotel integrierte Restaurant noch bis 2009 im Besitz der Wienerwald Restaurant GmbH verblieb. Seither wird es unter dem Namen Hotel Brauhof Wien von der One-One GmbH geführt.